# Alan Brown
Alan Everest Brown (1919. november 20. – 2004. január 20.) brit autóversenyző.

## Pályafutása
Pályafutása alatt kilenc világbajnoki és huszonnyolc világbajnokságon kívüli Formula–1-es versenyen vett részt.
1951-ben megnyerte a luxemburgi nagydíjat.
Az 1952-es svájci nagydíjon debütált a világbajnokságon. Ezen a futamon ötödikként ért célba, mellyel két világbajnoki pontot gyűjtött. Ezt a teljesítményét többé nem tudta megismételni, a legjobb tíz között csak az 52-es belga, valamint az 53-as argentin futamon végzett ezentúl.

## Eredményei

### Teljes Formula–1-es eredménysorozata
(Táblázat értelmezése)

(Félkövér: pole-pozícióból indult; dőlt: leggyorsabb kört futott) 

| Év   | Csapat             | Modell     | Motor              | 1     | 2   | 3     | 4   | 5      | 6      | 7      | 8      | 9      | Helyezés | Pont |
| ---- | ------------------ | ---------- | ------------------ | ----- | --- | ----- | --- | ------ | ------ | ------ | ------ | ------ | -------- | ---- |
| 1952 | Ecurie Richmond    | Cooper T20 | Bristol Straight-6 | SUI 5 | 500 | BEL 6 | FRA | GBR Hn | GER    | NED    | ITA Hn |        | 16.      | 2    |
| 1953 | Cooper Car Company | Cooper T20 | Bristol Straight-6 | ARG 9 | 500 | NED   | BEL | FRA    |        |        |        |        | -        | 0    |
| 1953 | RJ Chase           | Cooper T23 | Bristol Straight-6 |       |     |       |     |        | GBR Ki |        |        |        | -        | 0    |
| 1953 | Equipe Anglaise    | Cooper T23 | Bristol Straight-6 |       |     |       |     |        |        | GER Ki | SUI    | ITA 12 | -        | 0    |
| 1954 | Equipe Anglaise    | Cooper T23 | Bristol Straight-6 | ARG   | 500 | BEL   | FRA | GBR Ni | GER    | SUI    | ITA    | ESP    | -        | 0    |

## Külső hivatkozások
- Profilja a grandprix.com honlapon (angolul)
- Profilja a statsf1.com honlapon (angolul)